# HBXIP
HBXIP‏ (Hepatitis B virus x interacting protein) هوَ بروتين يُشَفر بواسطة جين HBXIP في الإنسان.